# Gorgan
Gorgan (pers. گرگان, dawniej Asterābad) – miasto w północnym Iranie, ośrodek administracyjny prowincji Golestan.
Położone 37 km od brzegów Morza Kaspijskiego. Zostało założone w czasach Achmenidów, obecną nazwę otrzymało w latach 30. XX wieku. W 2006 roku zamieszkane przez 274 438 ludzi. W mieście znajduje się port lotniczy Gorgan.